# Configure Express Pro
Il Configure Express Pro è un torneo professionistico di tennis giocato su campi in cemento. Fa parte dell'ITF Women's Circuit. Si gioca annualmente a Wellington in Nuova Zelanda.

## Albo d'oro

### Singolare
| Anno | Campionessa         | Finalista        | Punteggio |
| ---- | ------------------- | ---------------- | --------- |
| 2007 | Kyu-Tae Im          | Nick Lindahl     | 6-4, 6-1  |
| 2008 | Colin Ebelthite     | Rameez Junaid    | 6-2, 6-1  |
| 2009 | Daniel King-Turner  | Young-Jun Kim    | 6-4, 6-1  |
| 2010 | Sebastian Rieschick | Brydan Klein     | 7-5, 6-3  |
| 2011 | Non disputato       |                  |           |
| 2012 | Duan Yingying       | Sandra Zaniewska | 6–1, 6–4  |

### Doppio
| Anno | Campionesse                      | Finaliste                    | Punteggio        |
| ---- | -------------------------------- | ---------------------------- | ---------------- |
| 2007 | Carsten Ball Adam Feeney         | Colin Ebelthite Nick Lindahl | 4-6, 6-2, 7–6(5) |
| 2008 | Andrew Coelho Brydan Klein       | Isaac Frost Leon Frost       | 6-1, 6-3         |
| 2009 | G.D. Jones Daniel King-Turner    | Marcus Daniell Joel Lindner  | 6-2, 6-4         |
| 2010 | Brydan Klein Dane Propoggia      | Nima Roshan Jose Statham     | 4-6, 6-4, [10-1] |
| 2011 | Non disputato                    |                              |                  |
| 2012 | Anna Fitzpatrick Chanel Simmonds | Han Sung-hee Yurina Koshino  | 6–3, 6–4         |